# Галкин, Сергей Терентьевич
Сергей Терентьевич Галкин (9 сентября (22 сентября) 1890 года, дер. Починок, Яранский уезд, Вятская губерния, Российская империя — 15 сентября 1966, Свердловск, РСФСР, СССР) — советский государственный деятель, председатель Златоустовского окрисполкома (1929—1930).

## Биография
Родился в семье крестьянина-середняка. Окончил четырехклассное городское училище и специальные телеграфные курсы, с 1907 г. работал младшим телеграфистом на железнодорожной станции Уфа. Вступил в Красную гвардию, принимал участие в разоружении белых на станции Уфа.
Член РСДРП(б) с 1917 г.
Во время Гражданской войны служил во 2-й и 5-й армиях, принимал участие в боях под Белебеем, затем служил в 56-й и 57-й дивизиях Красной армии, был председателем военно-революционного трибунала. В 1920 г. демобилизовался, в 1920—1922 гг. — председатель Уфимской губернской ЧК, в 1922 г. — начальник Уфимского губернского и городского отделов ГПУ.
- 1924—1925 гг. — председатель исполнительного комитета Барского районного совета,
- июнь-декабрь 1925 г. — председатель Башкирского областного совета профсоюзов,
- 1926—1929 гг. — заместитель председателя СНК Крымской АССР, председатель плановой комиссии,
- 1929—1930 гг. — председатель исполнительного комитета Златоустовского окружного Совета,
- 1930—1934 гг. — начальник Уралснабсбыта,
- 1934—1935 гг. — председатель исполнительного комитета Свердловского городского Совета,
- 1935 г. — заместитель председателя исполнительного комитета Свердловского областного Совета. Затем был переведен на должность помощника директора Свердловской городской организации по торговле пищевыми продуктами.

Был причислен к бухаринцам. В 1937 г. его исключили из партии за связи с врагом народа, позднее на его квартире был произведен обыск. В октябре 1938 г. арестован по обвинению в принадлежности к контрреволюционной вредительской организации «правых». В июне 1940 г. был приговорен к восьми годам исправительно-трудовых лагерей.
После отбытия срока в 1946 г. вернулся в Свердловск. В октябре 1947 г. поступил на работу в Металлотрест, а в феврале 1948 г. стал начальником отдела снабжения этой организации. В декабре 1949 г. был вновь был арестован и выслан в Красноярский край, в поселок Раздольное. Отбыв срок ссылки, вернулся в Свердловск.
Похоронен на Широкореченском кладбище.